# مفصل نیمه‌متحرک

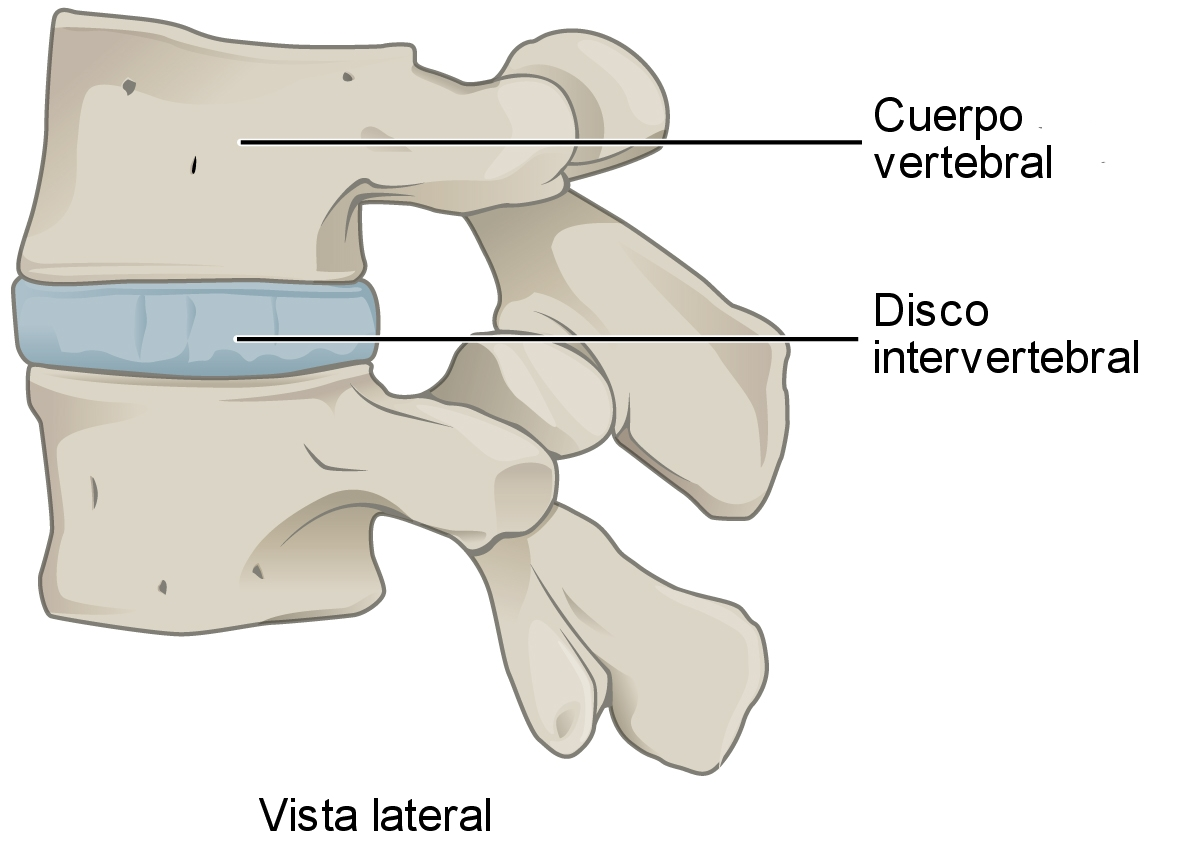
دیسک‌های بین مهره‌ای به تنه مهره‌ها می پیوندند و نمونه ای از مفصل نیمه متحرک هستند.

مفصل نیمه‌متحرک یا بندگاه نیمه‌جُنبا (انگلیسی: Amphiarthrosis) گونه‌ای از مفصل است که در آن، استخوان‌های تشکیل دهنه مفصل توسط بافتی دیگر به یکدیگر چسبیده‌اند و نمی‌توانند به خوبی نسبت به هم حرکت کنند مانند مفاصل بین دو مهره کمری یا مفصل بین استخوان‌های درشت‌نی و نازک‌نی در ناحیه زانو.
مفاصل نیمه‌متحرک محل اتصال استخوان‌هایی هستند که از غضروف شفاف یا غضروف رشته‌ای تشکیل شده‌اند، مانند مفاصل موجود در ستون مهره‌ها. این مفاصل تحرک جزئی دارند و قادرند نیروهای واردشده را بین استخوان‌هایی که توسط لافت فیبری-غضروفی یا شیشه‌مانند (هیالین) متصل‌اند، پخش کنند.